# تشكيل المعادن

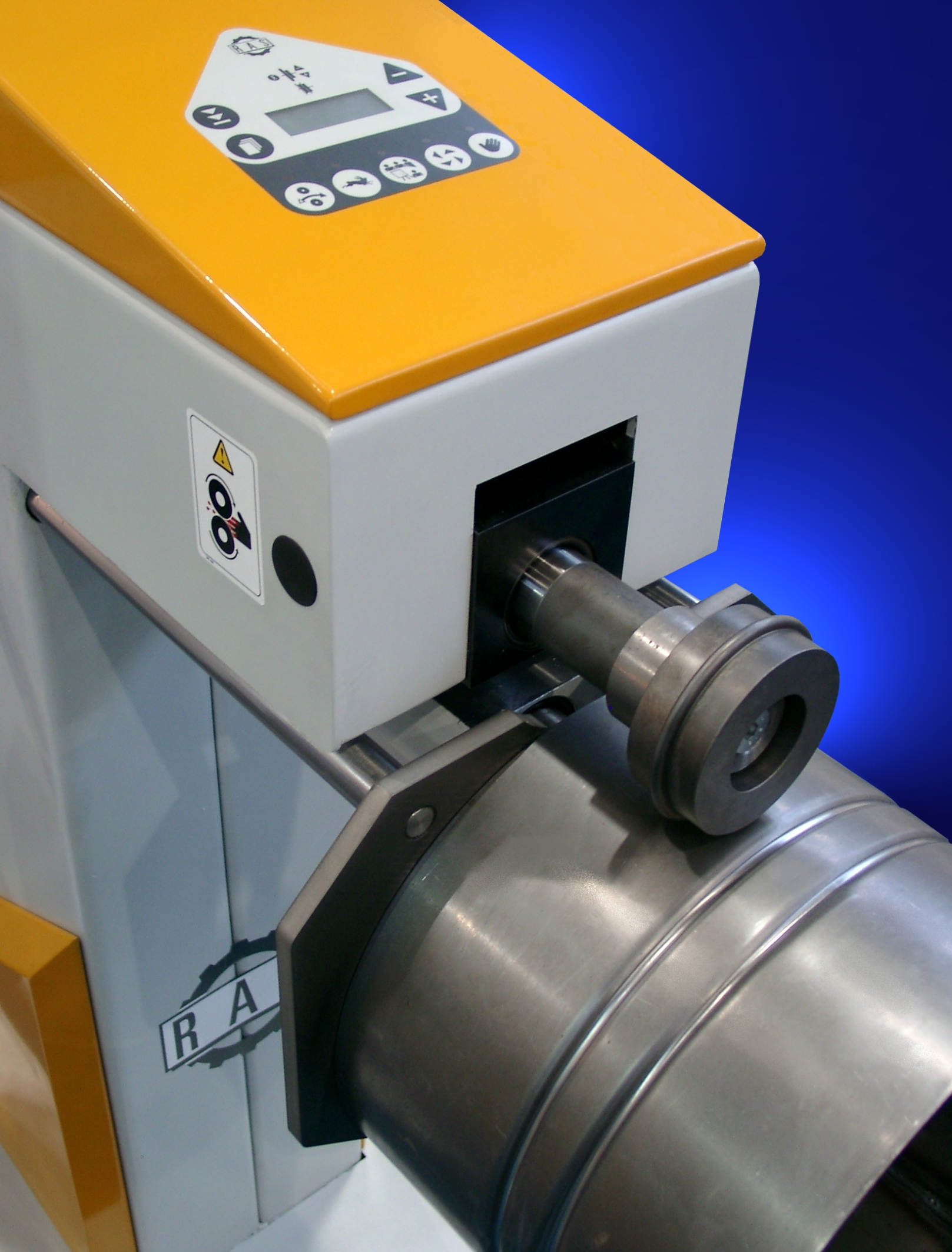
عملية نحت أنبوب معدني أسطواني

يعتبر تشكيل المعادن من أهم طرق الإنتاج في الصناعات الميكانيكية وتعتبر طريقة تشكيل المعادن بالضغط من أهم طرق التشكيل، وقد تجري علي الساخن أو على البارد. وتعتمد الطرق المختلفة لتشكيل المعادن بالضغط علي خواص لدونتها أي على قدرة المعدن على تغيير أبعاده وشكله تحت تأثير القوى الخارجية المؤثرة عليها دون أن تتحطم أو تتلف، مع احتفاظها بالشكل الذي اكتسبته بعد إزالة القوى الخارجية المؤثرة. وعند تشكيل المعادن بالضغط تتغير كذلك خواصها الميكانيكية وبنيتها الداخلية. وعمليات التشكيل هذه متنوعة ومتباينة، وتشمل علي:
1. عمليات الطرق والحدادة،
2. عمليات الدلفنة،
3. عمليات البثق،
4. عمليات السحب،
5. عمليات الثني،
6. عمليات التقبيب.

كما أن هناك عمليات تشكيل أخرى خاصة، وسوف نتناول بعض من هذه العمليات وبعض أنواع الماكينات المستخدمة في عمليات الإنتاج هذه.

تجري عمليات الطرق والكبس باستعمال المطارق والمكابس فإذا كان الطرق يجري بين سطحين مستويين يسمي بالطرق الحر أو الحدادة الحرة، أما إذا كان يجري باستعمال قوالب الكبس (الاسطمبات) فيسمي بالكبس في الاسطمبات، والكبس في الاسطمبات يمكن أن يكون فراغيا أو مستويا، ففي الحالة الأولي تكون الخامة عبارة عن قضيب أو مسبوكة، وفي الحالة الثانية عبارة عن شريحة.

أما عملية الدلفنة فهي عبارة عن عملية ضبط المعدن بين إسطوانتين (دلفينين) دائرتين لماكينة الدلفنة ليشكل حسب الأشكال والأبعاد المطلوبة.

أما عملية البثق فهي تتلخص في ضغط المعدن الموجود داخل قالب مغلق حتي ينبثق من فتحة خاصة به وتنتج بالبثق المواسير والقضبان من المعادن والسبائك المختلفة. ويمكن اختيار قابلية التشكيل للمعادن بواسطة عدة اختبارات منها على سبيل المثال قابلية المعدن للشد والضغط.

مما سبق يمكن الإستنتاج أن عملية الإنتاج بالتشكيل هي:

«العملية التي يتم فيها تغيير شكل وأبعاد الخامة إلي شكل وأبعاد المنتج المطلوب بدون إزالة رايش».

## مميزات تشكيل المعادن
لتشكيل المعادن بعض المميزات نذكر منها:
1. الفاقد في الخامات قليل جدا نظرا لأن حجم المادة يظل ثابتا قبل وبعد الإنتاج، فيما عدا عمليات القطع والثقب التقليمي (أي قطع الزوائد) إذ أن الفاقد في هذه الحالة عبارة عن نسبة بسيطة جدا إذا ما قورن بما يفقد في عمليات التشغيل.(الفاقد يبلغ 60% في التشكيل بإزالة الرايش و 10% في التشكيل بدون رايش).
2. جميع الأواني بأشكالها المختلفة والمنتجات الأخرى المطلوب إنتاجها من شرائح أو ألواح معدنية رقيقة لا يمكن إنتاجها إلا بالتشكيل.
3. الكفاءة التكنولوجية عالية إذ أن الوقت المستغرق في الإنتاج صغير جدا إذا ما قورن بالوقت اللازم لإنتاج نفس المنتج بطريقة القطع، وذلك يسبب رفع الإنتاجية وزيادة الإنتاج.
4. عمليات التشكيل يتسبب عنها عصر لجزئيات المعدن ويحدث لها زحزحة وهذه العملية ينتج عنها تحسن في الخواص الميكانيكية للمعدن حيث تزداد صلادته بعد التشكيل.

..

## عيوب تشكيل المعادن
لتشكيل المعادن بعض العيوب، نذكر منها:
1. في بعض الأحيان صلادة المعدن بعد التشكيل تكون غير مستحبة وخصوصا إذا ما أريد إجراء عمليات قطع أو تشكيل أخرى بعد التشكيل الأول. لذلك يستدعي الأمر لإجراء عمليات تخمير حرارية علي المنتج لإزالة الإجهادات الداخلة المسببة لصلادته وهذا يسبب زيادة في التكاليف.
2. ارتفاع أسعار العدد المستخدمة في التشكيل إذا ما قورنت بعِدد القطع لذلك إتجهت الأبحاث لاستخدام أنواع خاصة من البلاستيك لإنتاج بعض الإسطمبات، وبذلك تقل التكلفة حيث أن سعر هذا النوع من البلاستيك أقل كثيرا من سعر صلب العدد، هذا علاوة علي وقت التشغيل للإسطمبة لأن البلاستيك يكون في حالة السيولة ويسهل تشكيل اجزاء الإسطمبة في وقت أقصر كثيرا من تشكيل الصلب العدد وإجراء العمليات الحرارية لصلادته. كذلك يستخدم التشكيل بالمطاط في بعض المنتجات.
3. تعذر إنتاج عدد قليل من المنتجات نظرا لارتفاع سعر العدد المستخدمة وارتفاع تكلفة الإنتاج بالعمليات الأخرى الفرعية. ولذا نجد أن الإنتاج بالتشكيل لابد وأن يكون إنتاجا كبيرا.
4. ضرورة تجهيز الخامات اللازمة للإنتاج قبل البدء في التشكيل وذلك إما بقطع الجزء اللازم من أعمدة أو قطع اقراص أو شرائح من ألواح. وهذا يزيد في العمليات التكنولوجية ومن ثم زيادة تكاليف الإنتاج.

## تأثير خواص المعادن في اقتصاديات الشكل
المطلوب في اقتصاديات الإنتاج هو إنهاء عملية التشكيل بأقل قوة ممكنة وفي أقل وقت ممكن بشرط ألا ينهار المعدن ويقطع أثناء تشكيله. لذلك نجد أن أنسب المعادن الذي يحقق ذلك هوالمعدن الذي تكون فيه قيمة نقطة الخضوع أصغر ما يمكن، ويكون أقصي حمل أكبر ما يمكن، لأنه سيمكننا من إتمام عملية التشكيل بحمل يقع بين هذين الحملين.

## تأثير القوة الخارجية على التشكيل الذري
عند التأثير علي المعدن بقوي خارجية أكبر من قوي تماسك جزيئاته، نجد أن الجزيئات تتزحزح وتصل إلي الجزيئات الأخرى القريبة منها في اتجاه تأثير القوة؛ وتظل الجزيئات في مكانها الجديد بعد زوال القوة المؤثرة –إذا تم تخطي نقطة الخضوع - ويتسبب عن ذلك استطالة أو انضغاط دائم نظرا لأن القوة المؤثرة وصلت بالجزيئات إلي مرحلة اللدونة؛ كما أن الزحزحة تحدث عند مستويات تسمي مستويات انتقال الذرات.

## سطح انتقال الذرات
هو السطح الذي يقع فيه أكبر كثافة من الذرات وفيه يكون توزيع الذرات منتظما. وعند عملية التشكيل تحدث مستويات عديدة من مستويات الانزلاق وتكون في اتجاهات مختلفة. والتشكيل عبارة عن مجموعة من الانزلاقات المتالية التي تحدث لجزيئات وذرات المعدن بحيث تظل هذه الذرات متشابكة ومتماسكة. ويحتمل حدوث أكثر من مستوي للانزلاق في الشبكية البلورية أيضا. وكلما كان التشبيك الذري له مستويات أكثر للانزلاق كلما كان المعدن أكثر قابلية للتشكيل، فمثلا المعادن ذات التشبيك الذري المرتب في صورة مكعبات لها ذرات في مراكز أوجه المكعبات (نظام مكعب مركزي الوجه) (مثل النحاس) تكون أكثر قابلية للتشكيل عن المعادن الأخرى التي في صورة (نظام مكعب مركزي الجسم) (مثل الحديد) وهما أكثر قابلية للتشكيل من المعادن ذات نظام بلوري سداسي.

## التشكيل على الساخن
ترتبط جزيئات المعدن وتتماسك مع بعضها بقوة داخلية تسمي قوة الربط، هذه القوة تقاوم تأثير أي قوة أو حمل خارجي واقع علي هذه الكتلة المعدنية، وقوة الربط الداخلية تختلف في قيمتها من معدن إلي آخر.

كما ثبت ان عملية التشكيل عبارة عن وصول المعدن إلي نقطة الرضوخ أي إلي الدرجة التي لا يمكنه مقاومة القوة الخارجية لكبرها ويحدث الانزلاق بين الجزيئات أي بين طبقات المعدن ويحدث في النهاية التشكيل المطلوب. وقد وجد بأن قوة التماسك بين الجزيئات في المعدن الواحد تتوقف قيمتها علي درجة حرارة المعدن، إذ أن قوة مقاومة المعدن للتشكيل تقل بازدياد درجة حرارة المعدن.

كلما ارتفعت درجة حرارة المعدن، قلت القوة اللازمة لتشكيله، ولكن إذا زادت درجة حرارته إلي أكثر من الحد المناسب تزداد فرصة تأكسد السطح الخارجي للمعدن وفي هذه الحالة تظهر الأكاسيد علي هيئة قشور تتساقط أثناء التشكيل وقد تشوه سطح المنتج المشكل، وتصل قيمة هذه القشور في العادة إلي 3% من وزن المنتج وقد تصل إلي 7%. كما أن الحرارة المرتفعة تتسبب في زيادة حجم بلورات وجزئيات المعدن وهذا يؤدي إلي انخفاض خواص المعدن الميكانيكية وقد يتسبب عنها ظهور شروخ أثناء التشكيل أو بعده.

لذلك يجب أن تسخن المعادن المراد تشكيلها علي درجة حرارة معينة هي درجة الاحمرار حتي لا تحتاج لقوة تشكيل أكبر ولو زادت عنها سببت التأكسد والتشق والشروخ. ولكن في العادة تسخن المعادن أعلي بقليل عن درجة التشكيل، فمثلا لو كانت درجة التشكيل 650° م فلابد من تسخين المعدن إلي حوالي 700° م حتي نضمن عدم انخفاض درجة حرارتها عن الدرجة المطلوبة وهي 650° م أثناء التشكيل.

تتم عمليات التشكيل علي مكابس باستخدام عدد تسمي إسطمبات حيث يضغط المعدن الساخن بين نصفيها العلوي والسفلي، وتعتصر كتلة المعدن الساخن وينساب المعدن تحت الضغط إلي الفراغات حتي تملأ كل الفراغ الموجود في نصفي الاسطمبة، هذا الفراغ الذي له شكل وأبعاد المنتج المطلوب عندما يتم انطباق نصفي الاسطمبة.

و قد يكون المكبس المستخدم سريع الحركة أو بطئ، وقد تتم عملية التشكيل بحركة واحدة أي بمشوار واحد من المكبس أو بحركة متكررة وتسمي بالطرق أو الحدادة، وتسمي عملية التشكيل بالحدادة الميكانيكية، والمكابس المشاع استخدامها في التشكيل السريع هي المكابس الحلزونية أو المطارق بأنواعها المختلفة، أما التشكيل البطئ فيتم عادة علي مكابس هيدروليكية وتسمي العملية بثق علي الساخن.

## عدد التشكيل علي البارد
يقصد بعدد التشكيل على البارد، جميع الاسطمبات التي تستخدم مع المكابس لتغيير شكل وأبعاد الخامة إلي منتج مطلوب له شكل آخر من الشكل الأول وأبعاد خاصة، بحيث تتم هذه العملية في درجة حرارة الغرفة أي بدون تسخين خامة المشغولات كما هو الحال في عملية التشكيل بالطرق علي الساخن.